# 1697 Koskenniemi
Az 1697 Koskenniemi (ideiglenes jelöléssel 1940 RM) a Naprendszer kisbolygóövében található aszteroida. Heikki Alikoski fedezte fel 1940. szeptember 11-én, Turkuban.